# Claude Sicard
Pour les articles homonymes, voir Sicard.
Compléments
Sicard est un des premiers égyptologues modernes
Claude Sicard, né le 4 mars 1675 à Aubagne (France) et décédé le 12 avril 1726 au Caire (Égypte) est un prêtre jésuite français, missionnaire en Égypte et Moyen-Orient et égyptologue.

## Biographie
Né à Aubagne le 4 mars 1675 le jeune Claude fait deux années d’études de philosophie avant d’entrer au Noviciat des Jésuites d'Avignon le 8 aout 1692. 
Durant ses années de formation académique et spirituelle il enseigne en divers collèges : au collège de la Trinité à Lyon, à Besançon et Mâcon. Ce qui lui donne des fondements solides dans les lettres classiques qui lui serviront durant ses voyages d’exploration en Égypte.  Il termine des compléments de philosophie (1701-1702) à Dole et étudie la théologie à Avignon ou il est ordonné prêtre en 1704. 
En 1706, le père Sicard part pour le Levant, où il travaille à Tripoli (Liban). Il parcourt la Syrie où il apprend l’arabe au point qu'il peut écrire plusieurs petits traités religieux et s’engage dans un apostolat missionnaire fructueux. En 1713 il se trouve au Caire où il est supérieur de la mission jésuite dans la région. Il y résidera jusqu’à sa mort, emporté par une épidémie de peste alors qu’il est au service des malades.

### Égyptologue moderne
Les Lettres édifiantes et curieuses et les Nouveaux mémoires donnent une idée de ses activités égyptologiques. Le père Sicard parcourt toute l'Égypte et s'attache à la décrire, en identifiant les lieux antiques et bibliques. Il est le premier à visiter Abydos, Edfou et Philæ, et dresse la première carte connue de l’Égypte. Son travail scientifique est partiellement subventionné par le roi de France qui lui envoie même un collaborateur laïc. Cependant ses publications sont modifiées par les éditeurs, même de son vivant, ce dont il se plaint amèrement.
Sicard est un chercheur compétent au sens moderne : ses explorations inaugurent l’étude scientifique du pays. Contrairement aux écrits fantaisistes de nombreux voyageurs qui l’ont précédé, Sicard fait des descriptions exactes des sites, monuments et inscriptions égyptiennes. Il sillonne le pays, habillé suivant les coutumes locales et vivant comme les Égyptiens. Les auteurs classiques comme les géographes anciens lui sont familiers. Il trace les premières cartes géographiques fiables du pays, et visite sur place les lieux célèbres. Il est le premier à identifier Thèbes « avec les cent portes » (aujourd’hui Louxor) et d’autres lieux de l’Antiquité.

### Missionnaire œcuménique
Mais le père Sicard est également un missionnaire à la fibre œcuménique. Il associe de longs voyages à des activités apostoliques. Il rend visite entre autres aux moines coptes orthodoxes dans leurs couvents au fond du désert, pour dialoguer avec eux. À Akhmîm en Haute-Égypte, il jette les bases d’une première communauté copte catholique recevant les premières conversions. L’éditeur des textes liturgiques coptes Rafael el Tukhi est l’un des plus importants à entrer dans l’Église catholique. Son attitude ouverte, en ce qui concerne la communicatio in sacris avec les orthodoxes lui crée des problèmes et même accusations diffamatoires qu’il endure avec patience.
Victime de son dévouement au service des pestiférés il meurt - au milieu de ses travaux – le 12 avril 1726. Ce qui empêche la parution du grand ouvrage auquel il travaillait. On a cependant de lui des relations de ses voyages dans les Lettres édifiantes et curieuses de la Compagnie de Jésus.

## Écrits
- I. Lettres et Relations inédites. II. Relations et Mémoires imprimés. III. Parallèle géographique de l'ancienne Égypte et de l'Égypte moderne, (édité par S. Sauneron - M. Martin), Le Caire, 1982.

## Source
- Article Sicard, Claude dans Diccionario histórico de la Compañia de Jesús, vol.IV, Roma, IHSI, 2001